# الفرع الأفقي

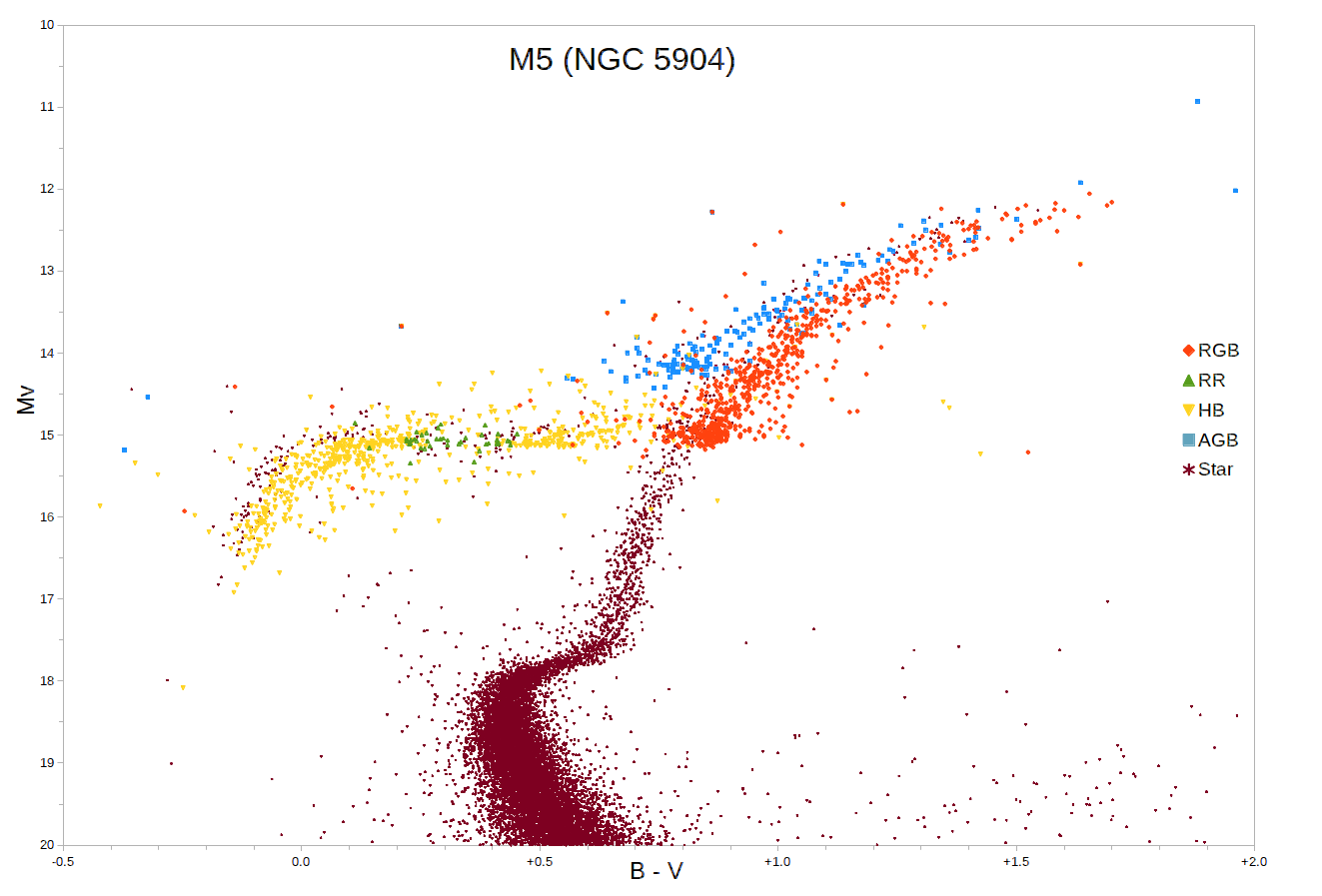
رسم هرتزبرونغ-راسل البياني للعنقود المغلق مسييه 5. فرع العملاقة الحمراء يمتد من فرع شبه عملاق الأفقي الرقيق إلى اليمين العلوي، مع عدد من نجوم فرع العملاق الأحمر الأكثر ضياء باللون الأحمر.

الفرع الأفقي (HB) هو مرحلة من مراحل تطور النجم الذي يتبع مباشرة مرحلة فرع العملاق الأحمر في النجوم التي لها كتلة قريبة من كتلة الشمس. طاقة نجوم الفرع الأفقي تنتج من خلال اندماج الهيليوم في النواة (عبر تخليق العناصر) وانصهار الهيدروجين (عن طريق دورة كربون-نيتروجين-أكسجين) في غلاف محيط بالنواة. وتبدء المرحلة من انصهار نواة الهيليوم عند مرحلة رأس فرع العملاق الأحمر الذي ينتج عنة تغيرات كبيرة في هيكل النجم، مما يؤدي إلى انخفاض عام في المعان، وبعض التقلص في غلاف النجم، وارتفاع درجة الحرار السطح .

## الاكتشاف
اكتُشفت نجوم الفرع الأفقي (إتش بي) مع أول دراسات للقياسات الضوئية العميقة للعناقيد المغلقة، في حين لم تُكتشف في العناقيد المفتوحة التي دُرست حتى ذلك الوقت. يُشار إلى الفرع الأفقي بهذا الاسم لأنه في مجموعات النجوم ذات المعدنية المنخفضة مثل العناقيد المغلقة، تقع نجوم إتش بي على طول خط أفقي تقريبًا في مخطط هرتزبرونغ راسل. نظرًا لأن النجوم الموجودة في نفس العنقود المغلق تبعد جميعها نفس المسافة عنا، فإن علاقة قدرها الظاهري والمطلق هي نفسها، وبالتالي فإن الخصائص المتعلقة بالقدر المطلق تكون مرئية بوضوح في مخطط إتش آر الخاص بالنجوم في ذلك العنقود المغلق، دون أن تنتشر مع تغير المسافة والارتياب في قياس القدر المطلق.

## التطور
بعد استنفاد الهيدروجين في مراكزها، تترك النجوم خط النسق الأساسي وتبدأ عملية الاندماج النووي في غلاف هيدروجيني المحيط باللب المُكون من الهيليوم وتصبح نجوم عملاقة على فرع العمالقة الحمراء. في النجوم التي تصل كتلتها إلى 2.3 ضعف كتلة الشمس، يصبح لب الهيليوم منطقة من المواد المتحللة التي لا تساهم في توليد الطاقة. يستمر هذا اللب في النموترتفع درجة حرارته مع زيادة كمية الهيليوم نتيجة اندماج الهيدروجين في القشرة.
إذا كانت كتلة النجم أكبر من نصف كتلة الشمس تقريبًا. تصل الحرارة في اللب في النهاية إلى درجةٍ تسمح باندماج الهيليوم لإنتاج الكربون من خلال تفاعل ألفا الثلاثي. يبدأ اندماج الهيليوم عبر طبقة اللب، ما يؤدي إلى ارتفاع فوري في درجة الحرارة وزيادة سريعة في معدل الاندماج. في غضون بضع ثوانٍ، يصبح اللب غير متحلل ويتوسع بسرعة، ما ينتج حدثًا يسمى وميض الهيليوم. يبدأ اللب غير المتحلل الاندماج بشكل أكثر سلاسة، بدون وميض. تُمتص نواتج هذا الحدث من قبل طبقات البلازما العلوية، لذلك لا يمكن رؤية التأثيرات من خارج النجم. يدخل النجم بعد ذلك في حالة توازن جديدة، ويتحول مساره التطوري من الفرع الأحمر العملاق (آر جي بي) إلى الفرع الأفقي لمخطط هيرتزبرونغ راسل.
تحتوي النجوم التي تتمتع في الأصل بكتلة تعادل 2.3 و8 ضعف كتلة الشمس على لب هيليوم أكبر لا يتحلل. بدلًا من ذلك، يصل اللب إلى كتلة شونبرج شاندراسيخار، ولا تصبح النجوم في حالة توازن هيدروستاتيكي أو حراري. ينقبض اللب ويسخن بعد ذلك، ما يحفز اندماج الهيليوم قبل أن يتحلل. تصبح هذه النجوم أيضًا أكثر سخونة أثناء اندماج الهيليوم في اللب، لكنها تتمتع بلب ذي كتل مختلفة وبالتالي لمعان مختلف عن نجوم إتش بي. تختلف درجات حرارة النجوم أثناء اندماج الهيليوم في اللب، وتدخل مرحلة الحلقة زرقاء قبل الانتقال إلى فرع العملاق المقارب. يبدأ اندماج الهيليوم بسلاسة أيضًا في النجوم ذات الكتلة الأكبر من 8 أضعاف كتلة الشمس تقريبًا، وتستمر أيضًا في دمج العناصر الأثقل عندما تصبح عمالقة حمراء.
تبقى النجوم على الفرع الأفقي لنحو 100 مليون عام، لتصبح أكثر ضياءً ببطء بنفس طريقة تزايد ضياء نجوم النسق الأساسي كما تُظهر نظرية فيريال. عندما يُستنفد هيليوم اللب في النهاية، يبدأ الاندماج في قشرة الهيليوم على الفرع العملاق المقارب (إيه جي بي). تصبح النجوم على هذا الفرع أكثر برودةً وضياءً.

## مورفولوجيا الفرع الأفقي
تتمتع النجوم الموجودة على الفرع الأفقي بكتل لبّية متشابهة للغاية، بعد وميض الهيليوم. هذا يعني أن لديها ضياءً متشابهًا جدًا، ويكون الفرع أفقيًا على مخطط هيرتزبرونغ راسل المرسوم بالقدر البصري.
يعتمد حجم ودرجة حرارة تجوم إتش بي على كتلة غلاف الهيدروجين المتبقي حول لب الهيليوم. تكون النجوم ذات الأغلفة الهيدروجينية الأكبر أكثر برودة. هذا يؤدي لانتشار النجوم على طول الفرع الأفقي مع استمرار الضياء. يكون تأثير تغير درجة الحرارة أقوى بكثير في النجوم ذات المعدنية المنخفضة، لذا فإن العناقيد القديمة عادةً ما تتمتع بفروع أفقية أكثر وضوحًا. 

## انظر ايضأ
- رأس فرع العملاق الأحمر